# Air Force One
Air Force One hay Không lực Một là số hiệu điều khiển không lưu được dùng để gọi bất kì một chiếc phi cơ phản lực nào của Không lực Hoa Kỳ đang chuyên chở tổng thống của Hợp chúng quốc Hoa Kỳ. Dù vậy, tên này được dùng chủ yếu cho hai chiếc phản lực đời Boeing 747-200B, một chiếc máy bay dân sự được thiết kế lại theo cách quân sự, với số đuôi là "28000" và "29000", tên chính thức là Boeing VC-25A được Không lực Hoa Kỳ sử dụng. Dùng một cách chính xác Không lực Một chỉ được dùng để chỉ chiếc máy bay nào đang chuyên chở tổng thống, thuật ngữ này được dùng phổ biến để chỉ một trong hai chiếc máy bay kể trên được dùng và bảo quản bởi Không lực Hoa Kỳ. Chuyên cơ Không lực Một là một biểu tượng nổi bật tượng trưng cho sức mạnh và quyền lực của các Tổng thống Hoa Kỳ.
Việc sử dụng chuyên cơ để di chuyển tổng thống Mỹ, phát sinh ra vào năm 1943, các quan chức của Không quân Hoa Kỳ, bắt đầu lo lắng về việc tổng thống thường xuyên sử dụng máy bay dân sự để di chuyển. Một chiếc C-87 Liberator Express lúc ấy đã được sửa đổi và điều chỉnh được chọn làm chuyên cơ cho tổng thống, nhưng đã bị Cơ quan Mật Vụ Hoa Kỳ từ chối vì lý do an toàn, cũng như lịch sử không an toàn của chiếc máy bay này. Thay vào đó, một chiếc C-54 Skymaster đã được sửa đổi và biến thành chuyên cơ mới cho tổng thống, chiếc máy bay này có biệt danh là Sacred cow. Chiếc máy bay này đã được sử dụng để vận chuyển tổng thống Franklin D. Roosevelt đến dự Hội nghị Yalta, vào năm 1945, và tiếp tục sử dụng thêm hai năm nữa cho tổng thống Harry S. Truman.
Tên gọi "Không lực Một" được nghĩ ra vào năm 1953, sau một sự cố, khi mà một chiếc Lockheed Constellation, đang chở tổng thống Dwight D. Eisenhower đi vào cùng một không phận dành cho máy bay thương mại, và sử dụng cùng một tên gọi điều khiển không lưu.
Đã có rất nhiều loại máy bay đã được sử dụng làm Không lực Một, kể từ khi tổng thống có chuyên cơ riêng. Bắt đầu từ hai chiếc Lockheed Constellation vào cuối những năm 1950, có tên gọi Columbine II và Columbine III. Sau đó thêm hai chiếc Boeing 707 cũng đã được ra mắt vào những năm 1960, và 1970. Và bắt đầu từ năm 1990, chiếc Boeing VC-25 được sử dụng, đây là một chiếc máy bay có khung của 747-200B, nhưng nội thất và tiện nghi được làm khác so với những gì máy bay này thường có.
Không lực Một hiện tại được trang bị hệ thống thông tin liên lạc và an ninh cực kỳ hiện đại và có tính bảo mật tuyệt đối, giúp tổng thống Mỹ có thể điều hành công việc bình thường khi đang ở độ cao 13 km. Trên máy bay có 87 đường điện thoại khác nhau, trong đó có 28 đường tuyệt mật được mã hóa. Nó có thể được coi là một trung tâm chỉ huy di động cho tổng thống trong trường hợp có xảy ra một cuộc tấn công vào nước Mỹ. Chuyên cơ của Tổng thống Mỹ còn có khả năng phòng thủ cao nhờ các thiết bị chống tên lửa gắn kèm, cũng như chống lại xung điện từ, cũng như chống lại bom nguyên tử.
Không lực Một thường được sử dụng với Marine One, máy bay trực thăng làm nhiệm vụ chuyên chở tổng thống tới sân bay trong trường hợp di chuyển bằng xe là không phù hợp.
Tổng thống cũng có thể sử dụng chiếc C-32, nếu điều kiện hoặc sân bay quá nhỏ để một chiếc lớn như Boeing 747 hạ cánh.
Trong khi đó, chiếc máy bay chuyên chở phó Tổng thống Hoa Kỳ được gọi là Không lực Hai, thường là một chiếc C-32.
Không quân Hoa Kỳ, năm 2016 đã thông báo rằng Boeing sẽ là nhà thầu cho chiếc chuyên cơ mới của tổng thống dựa trên khung của Boeing 747-8. Chiếc chuyên cơ dự kiến sẽ ra mắt lần đầu vào khoảng năm 2023.

## Lịch sử

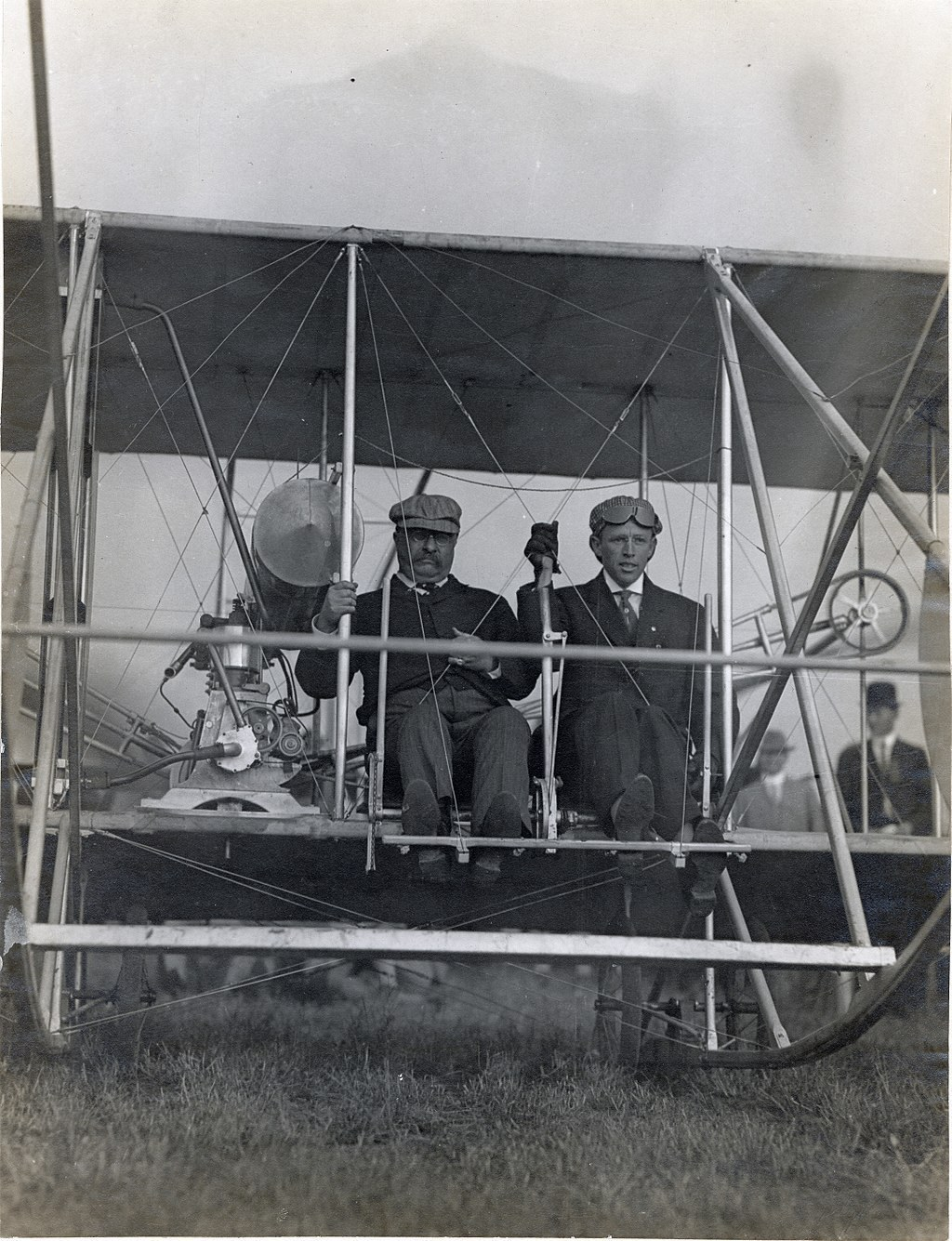
Tổng thống Theodore Roosevelt trước khi bay lần đầu, ở Missouri, năm 1910

Tổng thống Theodore Roosevelt là tổng thống Mỹ đầu tiên bay trên máy bay, vào ngày 11 tháng 10 năm 1910, trên một chiếc máy bay của anh em nhà Wright, tại một vùng đất gần St. Louis, Missouri. Chỉ có điều ông đã hết nhiệm kỳ khi ông bắt đầu bay. Chuyến bay của ông chỉ là một chuyến bay ngắn ở một hội chợ, nhưng nó cũng khởi đầu cho việc di chuyển bằng hàng không của tổng thống.
Trước khi Thế Chiến Thứ Hai, các tổng thống Mỹ rất ít khi di chuyển ra nước ngoài hoặc xuyên quốc gia. Việc thiếu các thể loại thông tin liên lạc, cũng như các lựa chọn di chuyển rất chậm đã khiến cho việc đi xa của tổng thống là gần như không thể, nó khiến cho tổng thống tốn rất nhiều thời gian và cũng cách ly tổng thống ra khỏi thủ đô Washington D.C. Tổng thống chỉ thường dùng tàu hỏa để di chuyển tới các khu vực lân cận. Tới cuối những năm 1930, với việc ra mắt các loại máy bay như Douglas DC-3, nhiều người dân Mỹ đã xem việc di chuyển bằng máy bay là phương tiện vận chuyển tốt hơn. Việc máy bay làm từ kim loại, các động cơ tân tiến, các phương tiện liên lạc, và định vị tiên tiến đã giúp cho việc di chuyển bằng máy bay an toàn hơn và tiện lợi hơn. Nhiều người dân, cũng như quan chức chính phủ, đã sử dụng các hãng hàng không, thay vì tàu hỏa nhiều hơn.
Tổng thống Franklin D. Roosevelt là tổng thống Mỹ đầu tiên bay trên máy bay khi vẫn còn trong nhiệm kỳ. Máy bay đầu tiên được sử dụng cho tổng thống là một chiếc Douglas Dolphin được chế tạo vào năm 1933. Chiếc máy bay đã được cải tiến tân trang hơn cho bốn hành khách, và một góc phòng ngủ nhỏ. Chiếc máy bay được sử dụng cho tổng thống từ năm 1933 đến năm 1939. Thế nhưng không có báo cáo nào cho biết rằng, tổng thống đã từng di chuyển trên máy bay này. Trong lúc Thế Chiến Thứ Hai đang diễn ra, Roosevelt đã di chuyển trên một chiếc Boeing 314, bay bởi phi hành đoàn của hãng Pan Am, đến dự Hội nghị Casablanca năm 1943 ở Maroc. Chuyến bay đã bay đến 5,500 dặm (8,850 km) trong 3 chuyến bay. Mối đe dọa từ tàu ngầm của Đức ở biển Đại Tây Dương đã khiến cho việc di chuyển bằng hàng không là sự lựa chọn đúng đắn.

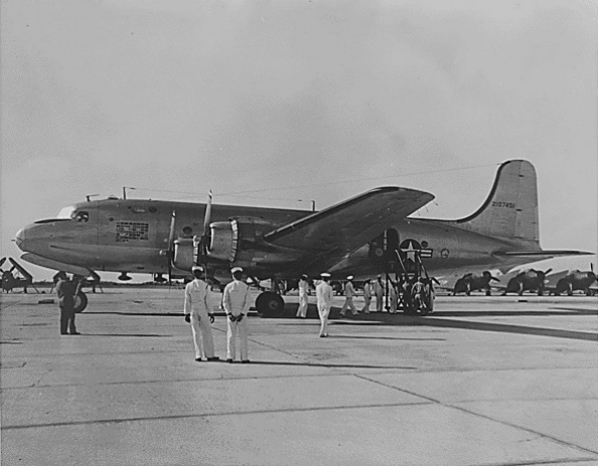
Chiếc C-54 của tổng thống Franklin D. Roosevelt, có biệt danh là Sacred Cow

Lo lắng việc sử dụng các hãng hàng không thương mại làm phương tiện vận chuyển cho tổng thống, lãnh đạo của Không quân thuộc Quân đội Hoa Kỳ(trước khi Không quân Hoa Kỳ được thành lập), đã đặt hàng một chiếc máy bay chuyên dụng để vận chuyển tổng thống. Chiếc đầu tiên được đề xuất là một chiếc C-87A được đưa ra để vận chuyển tổng thống khắp mọi nơi trên thế giới, và cũng đã được cải tiến ngay lập tức. Thế nhưng, sau khi xem xét lịch sử đầy tai tiếng của chiếc máy bay này, Mật Vụ Hoa Kỳ đã thẳng thừng từ chối để dùng chiếc máy bay này để vận chuyển tổng thống. Chiếc C-87 là biến thể của chiếc Consolidated B-24 Liberator, được cho là sẽ gây ấn tượng cho các chiến đấu cơ của kẻ thù, và cho các ngoại bang mà chiếc máy bay này đến thăm. Chiếc C-87 cuối cùng thì chỉ được dùng để vận chuyển các quan chức của tổng thống. Nó cũng đã chở Đệ nhất Phu nhân Hoa Kỳ Eleanor Roosevelt lúc ấy đến thăm các quốc gia Mỹ La-tin vào tháng Ba, năm 1944. Cuối cùng, chiếc máy bay này cũng đã bị phá dỡ vào năm 1945.

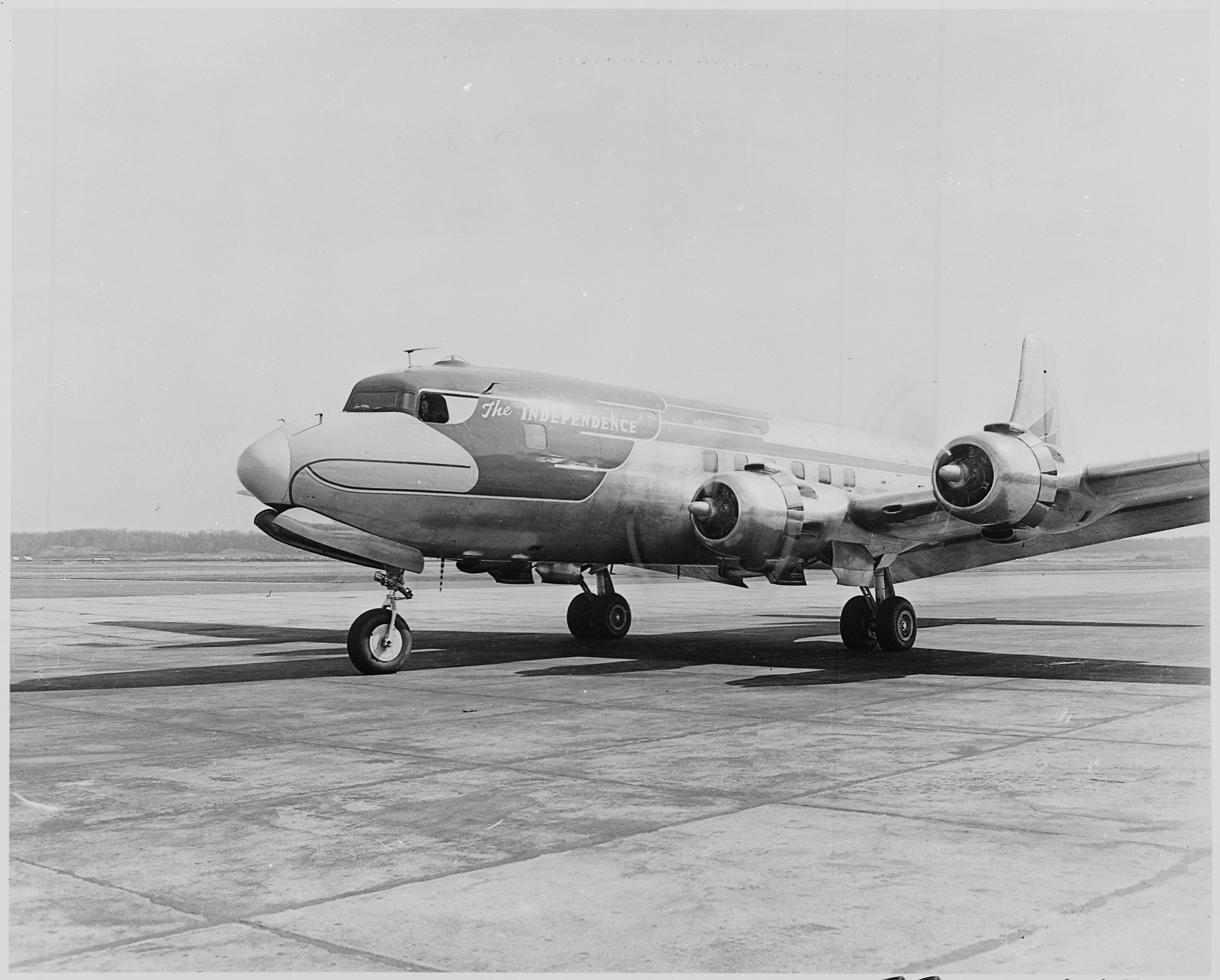
Chiếc DC-6 có biệt danh Independence được chủ yếu sử dụng bởi tổng thống Truman

Sở Mật Vụ Hoa Kỳ cuối cùng cũng chọn và cải tiến một chiếc Douglas C-54 Skymaster cho việc đi lại của tổng thống. Chiếc máy bay mới được gọi là VC-54C, có biệt danh là Sacred Cow (tạm dịch: Bò linh thiêng), gồm có một khu vực để ngủ, các điện thoại, và radio, cũng như một thang máy để nâng đỡ tổng thống Roosevelt người bị bệnh bại liệt, phải ngồi xe lăn lên máy bay. Sau khi được cải tiến xong, tổng thống Roosevelt chỉ duy nhất một lần dùng nó trước khi qua đời để bay đến Hội nghị Yalta, vào tháng 2, năm 1945.
Sau khi qua đời vào tháng 4, năm 1945, Phó tổng thống lúc ấy là Harry S. Truman đã lên nắm quyền. Một dự luật mới đã tạo ra Không quân Hoa Kỳ, Đạo luật An ninh Quốc gia năm 1947, đã được ký thành luật khi Truman đang ở trên chiếc VC-54C. Truman sau đó, đã thay chiếc C-54 bằng một chiếc DC-6 đã cải tiến, và gọi nó là Independence (tên của quê hương của Truman ở Missouri). Đây là chiếc máy bay đầu tiên được trang trí ngoại thất có hình một con đại bàng đầu trắng ở phần mũi.

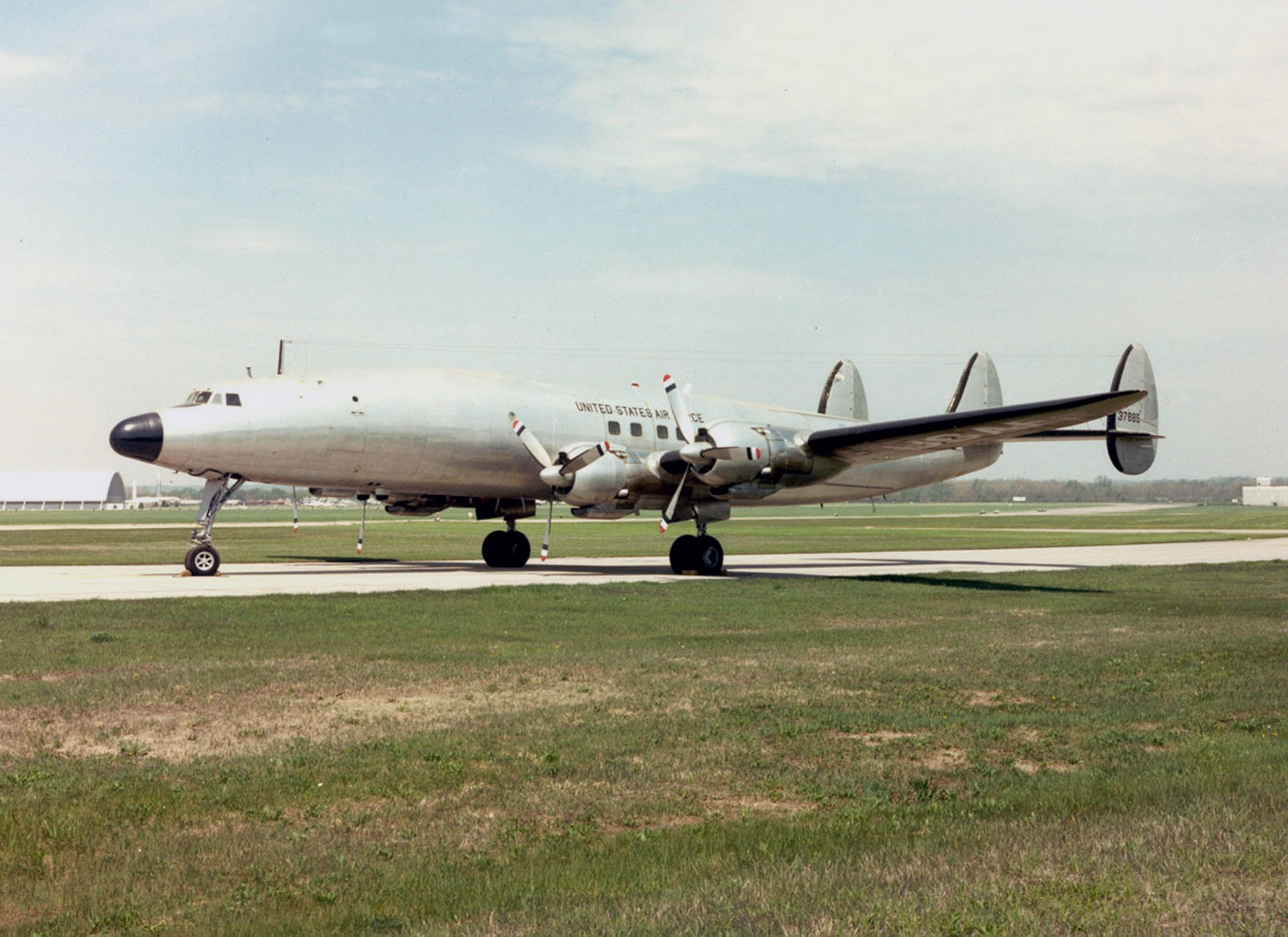
Chiếc C-121 Columbine của Eisenhower

Tên gọi Air Force One, hay Không lực Một đã được tạo ra vì lý do an ninh trong thời kỳ của tổng thống Dwight D. Eisenhower. Tên gọi này được hình thành từ một sự cố năm 1953, khi mà một chiếc máy bay có cùng số hiệu không lưu Eastern Airlines 8610, và Air Force 8610, khi ấy đang chở tống thống. Cả hai chiếc máy bay đã đi vào cùng một không phận với nhau, sau sự cố, tên gọi không lưu "Air Force One" đã được giới thiệu. Chuyến bay đầu tiên sử dụng tên gọi này là vào năm 1959.
Tổng thống Eisenhower cũng đã ra mắt bốn máy bay cánh quạt vào phục vụ cho đội bay tổng thống. Các nhóm phi cơ này bao gồm hai chiếc Lockheed C-121, có tên gọi là Columbine II và Columbine III. hai chiếc khác là Aero Commander cũng đã được thêm vào đội bay, và có một điểm khác biệt lớn là máy bay nhỏ nhất từng được dùng làm Không lực Một. Eisenhower cũng đã nâng cấp các chiếc máy bay bằng cách thêm một chiếc điện thoại không đối đất và máy đánh chữ không đối đất.

### Boeing 707
Đến cuối những năm cuối nhiệm kỳ của Eisenhower, 1958, Không quân Hoa Kỳ đã thêm ba chiếc phản lực Boeing 707 (gọi là VC-137, có số đăng ký là SAM 970, 971, và 972) vào đội bay. Eisenhower đã trở thành vị tổng thống đầu tiên sử dụng VC-137 trong chuyến công du "Bay đến Hòa bình" của ông, từ ngày 3 tháng 12, đến ngày 22 tháng 12 năm, 1959. Ông đã thăm 11 quốc gia Châu Á, bay đến 22.000 dặm (35,000 km) trong vòng 19 ngày, nhanh hơn gấp hai lần chiếc Columbine của ông.

#### SAM 26000

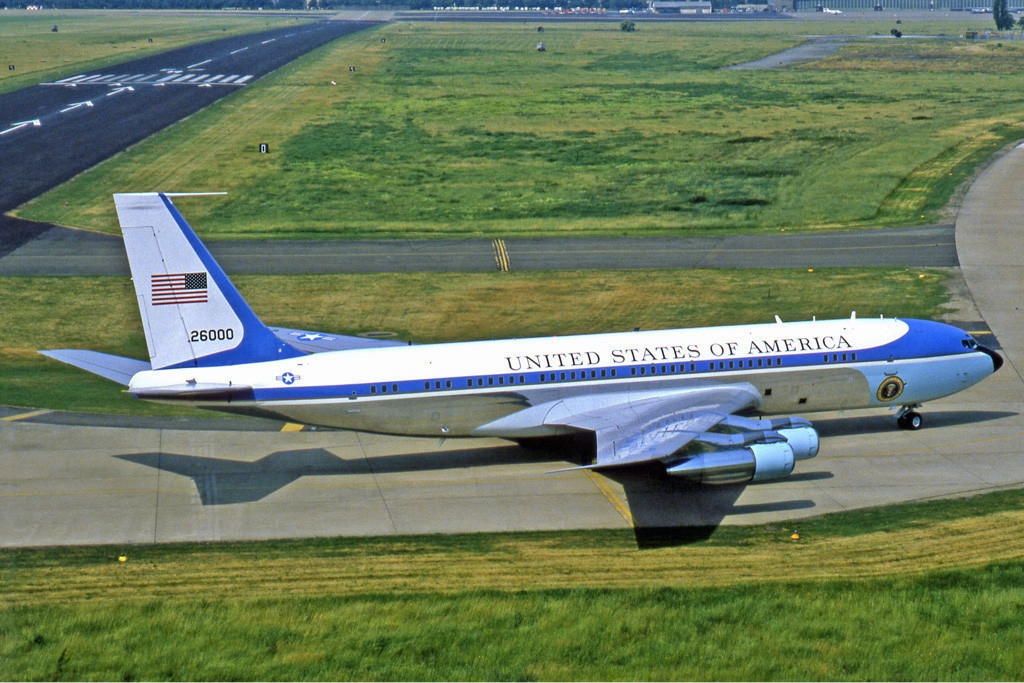
Chiếc Boeing 707 SAM 26000 bắt đầu sử dụng từ thời Kennedy

Dưới thời của tổng thống John F. Kennedy, việc công du bằng máy bay của tổng thống đã chính thức đi vào thời kỳ phi cơ phản lực. Ông đã sử dụng các máy bay từ thời Eisenhower để di chuyển đến các nước Canada, Pháp, Áo, và Anh. Nhưng vào thang 10 năm 1962, chính quyền Kennedy, đã mua một thêm chiếc Boeing C-137, một chiếc Boeing 707 được cải tiến để bay xa hơn - Special Air Mission (SAM) 26000 (Nhiệm vụ Bay Đặc biệt 26000)

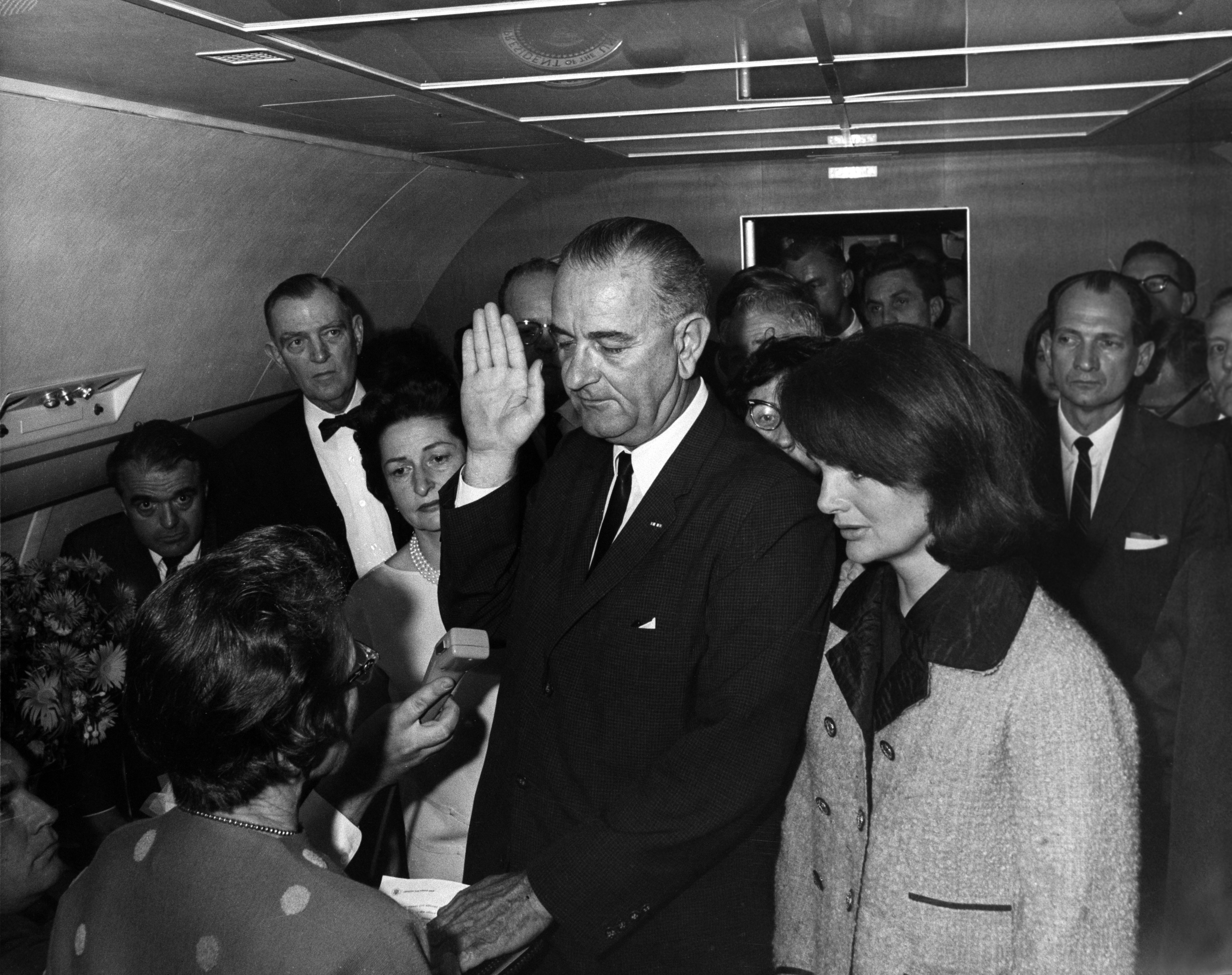
Lyndon B. Johnson tuyên thệ nhậm chức trên chiếc máy bay VC-137

Lúc ấy Không quân Hoa Kỳ đã tự chọn và muốn chọn sơn một màu sơn cho máy bay là: Màu đỏ và vàng kim loại, với tên của quốc gia viết bằng chữ vuông góc. Kennedy nghĩ rằng là máy bay sẽ nhìn quá lộng lẫy, và, với lời khuyên từ vợ là, Jacqueline Kennedy, ông đã tìm gặp một nhà thiết kế công nghiệp Mỹ gốc Pháp là Raymond Loewy nhằm tìm kiếm sự trợ giúp về màu sơn cũng như nội thất của máy bay mới. Loewy đã gặp tổng thống và việc tìm hiểu của ông đã dẫn ông đến Nhà Lưu trữ Quốc gia, nơi ông đã nhìn vào bản copy đầu tiên của Bản tuyên ngôn độc lập, và nhìn thấy tên của quốc gia được cách rời ra rất nhiều, và sử dụng một font chữ gọi là Caslon. Cuối cùng ông đã thiết kế, để lô ra một khúc kim loại đã được đánh bóng ở phần đuôi, và hai màu, xanh dương xám tượng trưng cho nước cộng hòa, và một màu xanh dương nhạt, tượng trưng cho tương lai và hiện tại. Con dấu tổng thống Hoa Kỳ cũng được thêm vào hai bên của phần thân gần mũi, một lá cờ Hoa Kỳ ở trên đuôi, và hai bên có ghi dòng chữ "United States of America" (Hiệp Chúng Quốc Hoa Kỳ) được viết hoa hết tất cả. Việc làm của Loewy đã nhận được sự tuyên dương và tán thành từ báo chí, cũng như tổng thống. Màu sơn này của Loewy sau đó cũng được sơn lên chiếc VC-25 sau này vào năm 1990.
SAM 26000 đã phục vụ từ năm 1962 đến năm 1998, phục vụ từ thời tổng thống Kennedy đến thời tổng thống Bill Clinton. Ngày 22 tháng 11, năm 1963, chiếc SAM 26000 này chính là chiếc máy bay đã chở tổng thống Kennedy đến Dallas, Texas,nó đã được sử dụng làm phong nền khi tổng thống đang chào đón người dân ra đón ông tại Sân bay Dallas' Love Field. Trưa cùng ngày hôm đó, Kennedy đã bị ám sát, và phó tổng thống Lyndon Johnson đã lên và tuyên thệ nhậm chức tổng thống trên chiếc SAM 26000. Dưới sự yêu cầu từ Johnson, chiếc SAM 26000 này đã chở thi hài Kennedy về Washington. Một thập kỷ sau, SAM 26000, cũng đã đưa thi hài của Johnson về quê hương Texas sau quốc tang của ông ở Washington.
Lyndon B. Johnson đã sử dụng SAM 26000 để công du rất nhiều khắp quốc gia, cũng như dùng nó để đi thăm lính Mỹ tại Miền Nam Việt Nam trong Chiến tranh Việt Nam. SAM 26000 cũng đã sử dụng bởi tổng thống Nixon để tạo nên rất nhiều kỷ lục thăm viếng, như chuyến thăm lịch sử của ông đến Trung Quốc năm 1972, và một năm sau để đến thăm Liên Xô, cả hai chuyến thăm đều là lần đầu tiên của một vị tổng thống Hoa Kỳ. Nixon đã gọi chiếc máy bay này là "Linh hồn của năm 76" nhân dịp kỷ niệm hai trăm năm của Hoa Kỳ, logo ấy đã được sơn hai bên mũi của máy bay.

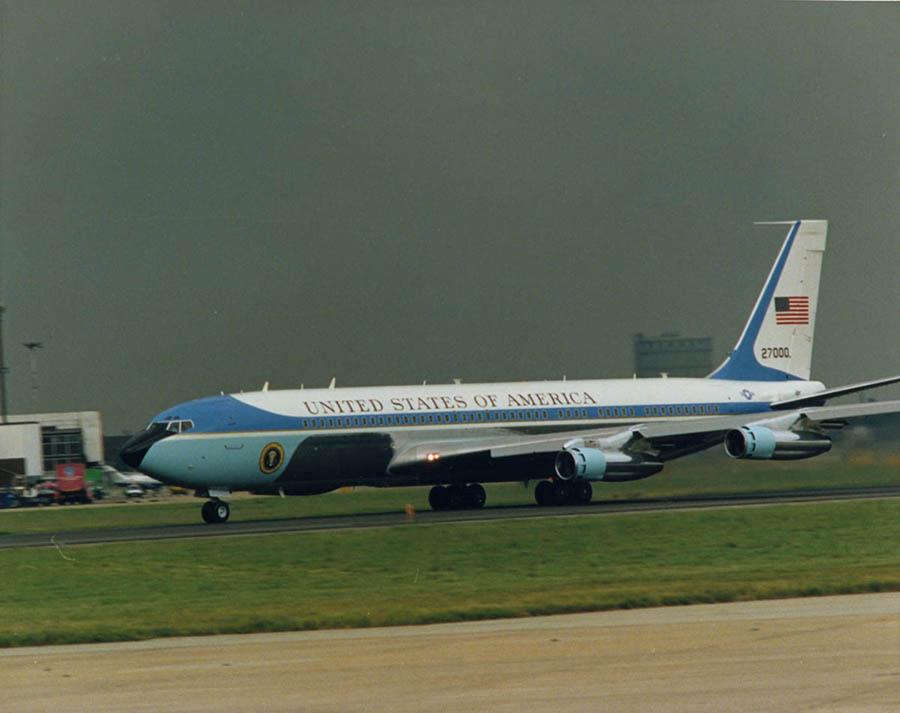
SAM 27000 phục vụ từ thời tổng thống Nixon đến thời tổng thống Bush, và hiện đang được trưng bày ở Thư viện Tổng thống Ronald Reagan ở Simi Valley, California

#### SAM 27000
SAM 26000 được thay thế vào tháng 12, năm 1972 bởi một chiếc VC-137 khác, Special Air Mission 27000, nhưng SAM 26000 vẫn được giữ lại làm dự phòng cho đến khi nó về hưu vào năm 1998. SAM 26000 được đem về trưng bày ở Bảo tàng Không quân quốc gia Hoa Kỳ ở Căn cứ Không quân Wright-Patterson, ở tiểu bang Ohio. Richard Nixon là tổng thống đầu tiên sử dụng SAM 27000, và chiếc máy bay mới này đã phục vụ cho tất cả các đời tổng thống tiếp theo cho đến khi nó bị thay thế bởi hai chiếc VC-25 (SAM 28000 và SAM 29000) vào năm 1990.
Sau khi thông báo rằng ông sẽ từ chức tổng thống, Nixon đã lên chiếc SAM 27000(với tên gọi là "Air Force One") để về lại quê nhà của ông ở California. Đại tá Ralph Albertazzie, phi công lúc ấy cho Không lực Một, nhận được tin Gerald Ford đã tuyên thệ nhậm chức tổng thống, phải thay đổi tên gọi không lưu thành SAM 27000, cho biết rằng không có tổng thống nào trên máy bay. Trên bầu trời thành phố Jefferson, Missouri, Albertazzie đã điện đàm: "Kiểm soát Không lưu Kansas City, đây từng là Không lực Một (Air Force One). Xin vui lòng có thể đổi tên gọi của chúng tôi thành SAM 27000?" và nhận được tín hiệu trả lời rằng: "Đã rõ, SAM 27000. Chúc may mắn với ngài tổng thống."
SAM 27000 bay lần cuối là Không lực Một, là vào ngày 29 tháng 8, năm 2001 khi ấy đã chở tổng thống George W. Bush từ San Antonio đến Waco, Texas. Sau đó, chính thức ngừng hoạt động, nó sau đó bay đến Sân bay Quốc tế San Bernardino ở California. Nó khi ấy đã bị tháo dỡ và chở đến Thư viện Tổng thống Ronald Reagan, ở Simi Valley, California, nơi mà nó được lắp ráp lại và trưng bày vĩnh viễn.

### Boeing 747

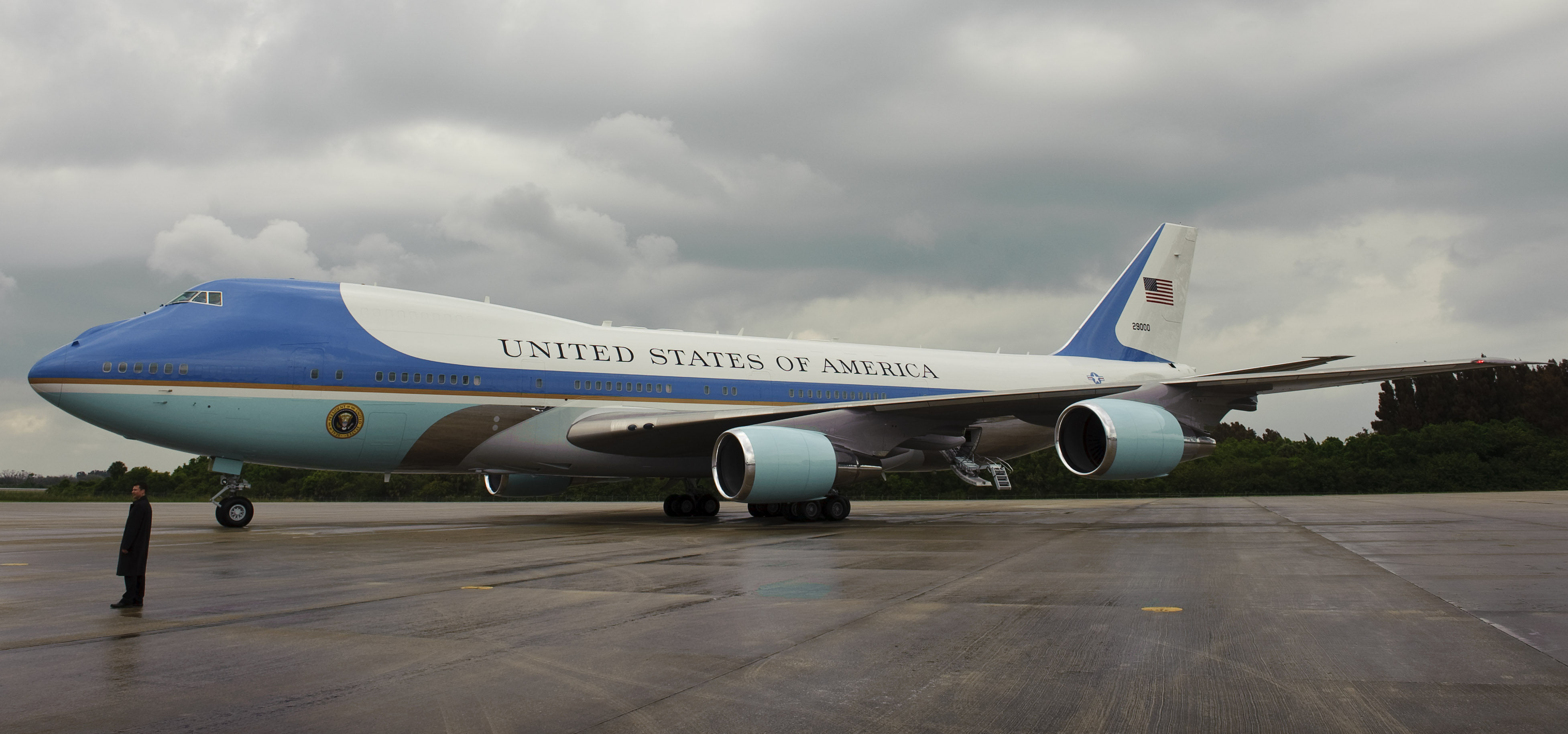
VC-25A ở Trung tâm Vũ trụ Kennedy, năm 2010

Trong hai nhiệm kỳ của Ronald Reagan không thấy sự thay đổi lớn nào đến Không lưc Một, việc chế tạo ra phiên bản dành cho tổng thống của Boeing 747 bắt đầu trong khi ông còn là tổng thống. Không quân Hoa Kỳ đã đưa ra Đề nghị Yêu cầu Đề Xuất vào năm 1985 cho hai chiếc máy bay thân rộng với động cơ tối thiểu là ba, cũng như tầm bay không cần tiếp nhiên liệu tới 6,000 dặm (9,650 km). Boeing với chiếc 747 và McDonnell Douglas với chiếc DC-10 đã gởi tới đề xuất, và chính quyền Reagan đã chọn đặt hàng hai chiếc Boeing 747 giống nhau để thay thế chiếc 707 đang già đi mà ông đang sử dụng. Nội thất được thiết kế bởi Đệ nhất Phu nhân Nancy Reagan và làm liên tưởng đến vùng Tây Nam Hoa Kỳ. Chiếc đầu tiên trong hai chiếc, có mã là VC-25A, đã được giao vào năm 1990, khi ấy George H. W. Bush đang nắm quyền. Có một sự chậm trễ nhỏ vì cần phải làm thêm việc để thiết kế chiếc máy bay chống lại xung điện từ (EMP - Electromagnetic Pulse).
Chiếc VC-25 được trang bị hai đường dây điện thoại bảo mật và không bảo mật, cũng như hệ thống liên lạc bằng máy tính, giúp tổng thống có khả năng làm nhiệm vụ khi đang bay, trong trường hợp có một cuộc tấn công vào nước Mỹ.
Đội bay vận chuyển tổng thống được vận hành bởi Đoàn bay số 89, tại Căn cứ Không quân Andrews, gần Camp Springs, Maryland cách Washington khoảng 15 dặm (24 km), tổng thống thường dùng trực thăng Marine One để bay từ và đến Nhà Trắng ở sân bay này.
Không lưc Một thường không có chiến đấu cơ hộ tống bay theo khi bay trong không phận Hoa Kỳ, nhưng điều này đã từng xảy ra. Vào tháng 6 năm 1974, khi tổng thống Nixon đang trên đường bay đến dừng chân ở Syria, một chiến đấu cơ Syria đã chặn lại đường bay của chuyên cơ với mục đích làm nhiệm vụ hộ tống. Nhưng, tổ bay của Không lực Một, đã không được thông báo trước, và kết quả là đội bay phải bay với biện pháp né xa chiếc chiến đấu cơ ấy, bao gồm cả chúi mũi.

### Sự kiện 11 tháng 9 và hiện tại

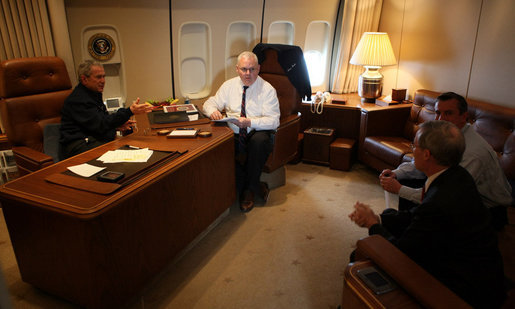
Bush hội đàm trong văn phòng của ông trên VC-25

Vào ngày 11 tháng 9 năm 2001, tổng thống George W. Bush trong lúc đang thăm trường Tiểu học Emma E. Brooker ở Sarasota, Florida thì bị gián đoạn. Sau khi chiếc thứ hai, đâm vào tòa tháp phía Nam ở thành phố New York, thì ông đã cất cánh từ Sân bay Quốc tế Sarasota-Bradenton trên chiếc VC-25 cùng với Đại tá Mark Tillman, chỉ huy của Không lực Một lúc ấy. Một lúc thì trạm kiểm soát không lưu cảnh báo về việc có một chiếc máy bay thương mại bay rất gần Không lực Một, và không trả lời tín hiệu không lưu. Mark nói: "Khi mà chúng tôi bay ngang qua Gainesville, FL, chúng tôi nhận được tin từ Trung tâm kiểm soát không lưu Jacksonville. Họ nói rằng 'Không lực Một, bạn có một chiếc máy bay đằng sau bạn và ở trên cao hơn bạn và hiện đang hạ độ cao dần, còn chúng tôi thì không tài nào liên lạc được với chiếc máy bay ấy cả - họ đã ngắt tín hiệu.' Và ngay lúc đó, tôi nghĩ rằng ai đó đang bám theo chúng tôi ở Sarasota, họ thấy chúng tôi cất cánh, và cứ giữ độ cao rồi bám theo chúng tôi đến thời điểm ấy. Chúng tôi lúc đó cũng không biết bọn khủng bố có khả năng như thế nào cả."

Để đối phó lại mối đe dọa này, Đại tá Mark Tillman nói rằng ông đã bay về hướng Vịnh Mexico để xem chiếc máy bay ấy có bám theo nữa không. Chiếc máy bay ấy hóa ra tiếp tục bay tiếp đoạn đường bay của nó, và Tillman giải thích rằng chiếc máy bay ấy đã mất đi hộp tín hiệu (transponder), và phi công trên chiếc máy bay ấy đã không chuyển tín hiệu ấy qua một tần số khác. Hộp tín hiệu là bộ phận trên máy bay có nhiệm vụ phát ra tín hiệu nhận dạng máy bay trên màn hình kiểm soát không lưu. Một mối đe dọa nữa lại một lần nữa xuất hiện, một thông báo nói rằng một cuộc tấn công nữa sắp xảy ra tới Không lực Một. "Chúng tôi nhận được thông báo từ phó tổng thống và nhân viên rằng 'Tiếp theo là Angel.' Angel là biệt danh bí mật dành cho Không lực Một. Một khi chúng tôi đã bay ra vùng Vịnh [Mexico] thì họ gởi thông báo ấy cho chúng tôi, ngay lúc đó tôi gọi và yêu cầu một chiếc chiến đấu cơ để hỗ trợ. Nếu có một chiếc máy bay chở khách nữa là một phần của việc tấn công, thì sẽ rất tốt nếu có một chiếc chiến đấu cơ đi trước và lo phần đó cho chúng tôi." Một lúc sau, trạm kiểm soát không lưu nói với Tillman rằng Cục hàng không Liên bang Hoa Kỳ (FAA) đã đóng cửa toàn bộ không phận Hoa Kỳ, và Không lực Một là chiếc máy bay duy nhất lúc này đang bay trên bầu trời nước Mỹ. Lúc đó, Tillman nói rằng kế hoạch muốn đưa tổng thống về trở lại Washington D.C đã bị hủy bỏ và thay vào đó hạ cánh xuống Căn cứ Không quân Barksdale, Louisiana và Căn cứ Không quân Offutt, Nebraska, nơi mà tổng thống đã có một bài phát biểu. Tillman nói rằng lý do là vì lo lắng về mối đe dọa, Không lực Một có thể bị tấn công khi đang bay trở về Căn cứ Không quân Andrews.

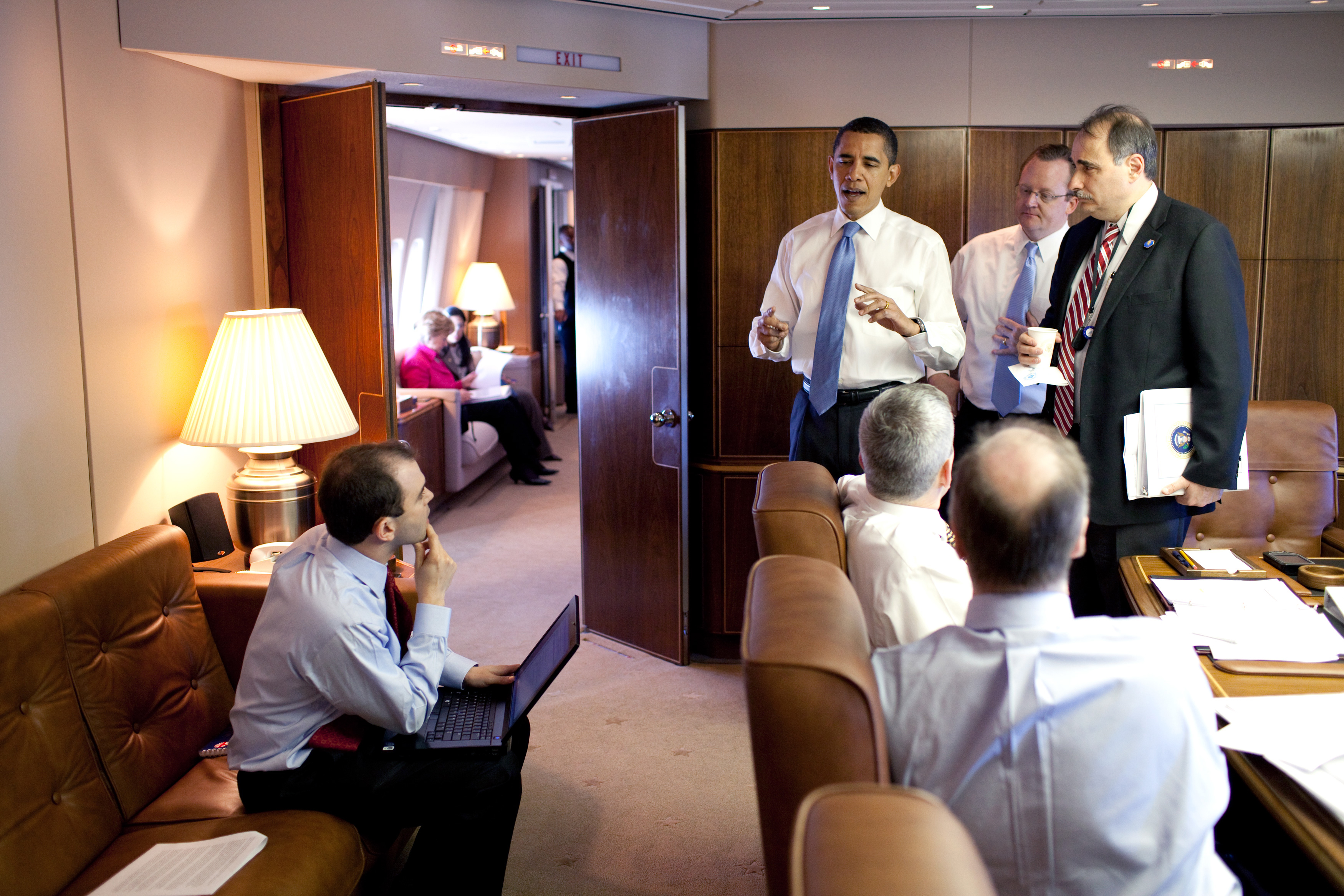
Tổng thống Obama cùng trợ lý trên máy bay Air Force One

Sau khi dừng tại những điếm đến khác nhau, cuối cùng tổng thống đã bay trở về Washington. Ngày hôm sau, các quan chức tại Nhà Trắng và Bộ Tư pháp Hoa Kỳ đã giải thích rằng tổng thống Bush làm như vậy bởi vì đã có "những thông tin chính xác và đáng tin cậy về việc Nhà Trắng và Không lực Một cũng là những mục tiêu của bọn khủng bố." Nhà Trắng sau đó cũng không thể xác nhận các bằng chứng về mối đe dọa đến Không lực Một, và một cuộc điều tra đã tìm thấy rằng mối đe dọa đó là do những hiểu lầm trong việc đưa truyền thông tin.

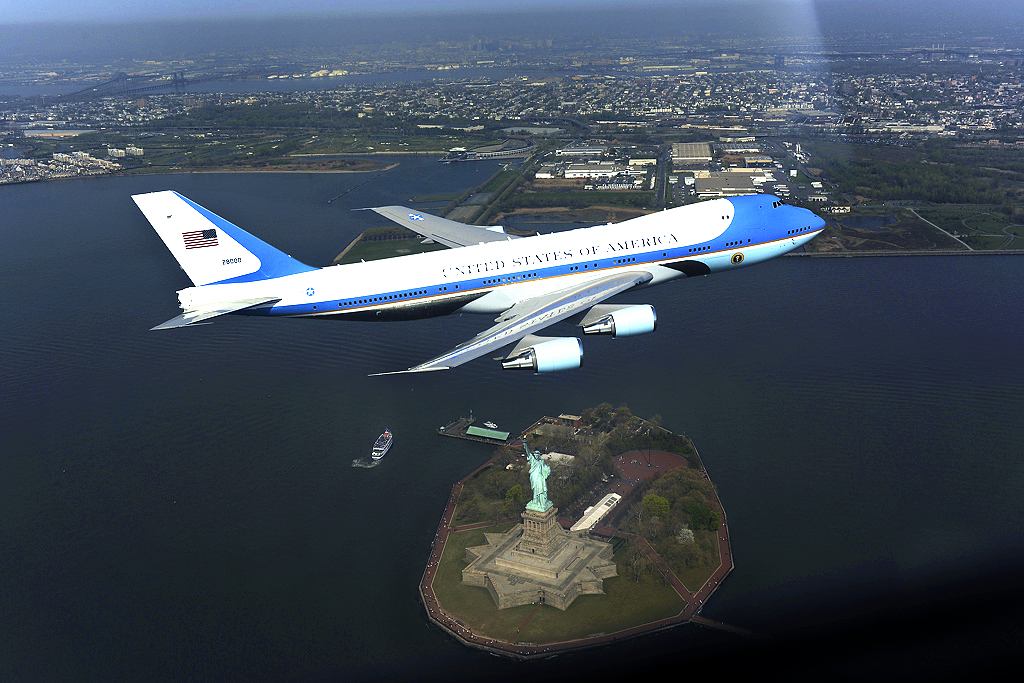
Một tấm hình được chụp trong vụ việc bay thấp tranh cãi ở New York

Nhiều tổng thống đã mời các lãnh đạo các quốc gia để đi cùng trên Không lực Một nhiều lần, ví dụ như tổng thống Nixon mời Tổng bí thư Liên Xô Leonid Brezhev đi cùng ông đến California từ Washington D.C. vào tháng 6, năm 1973. Năm 1983, tổng thống Reagan và Nữ hoàng Elizabeth II đã đi thăm Tây Duyên hải Hoa Kỳ trên Không lực Một. Tháng 3 năm 2012, tổng thống Obama đã mời Thủ tướng Anh David Cameron đi đến một trận bóng rổ ở Ohio trên Không lực Một.
Khi tổng thống Bush hết nhiệm kỳ vào năm 2009, một chiếc VC-25 đã được dùng để chở ông về Texas. Chiếc máy bay này không có tên gọi Air Force One, hay Không lực Một, mà là Special Air Mission 28000 (viết tắt SAM 28000), vì không có tổng thống nào trên chiếc máy bay. Việc tương tự cũng xảy ra với cựu tổng thống Ronald Reagan và Bill Clinton.
Vào ngày 27 tháng 9 năm 2009, một chiếc VC-25 đã bay vòng ở độ cao rất thấp tại thành phố New York với mục đích để chụp ảnh cũng như huấn luyện, và đã làm sợ hãi người dân vì làm liên tưởng đến vụ tấn công khủng bố 11 tháng 9 cũng tại chính thành phố này. Vụ việc tranh cãi đã dẫn đến việc giám đốc Louis Caldera của Văn phòng Quân sự Nhà Trắng, có mục đích cung cấp hỗ trợ quân sự cho Nhà Trắng phải từ chức.

### Thay thế
Không quân Hoa Kỳ muốn hai chiếc VC-25A được thay thế, vì chiếc máy bay không chỉ đang già đi mà còn rất tốn kém để vận hành (khoảng 200,000 USD / giờ bay). Trung tâm Chỉ huy Di động Hàng không thuộc Không quân Hoa Kỳ đã được phân công nhiệm vụ tìm kiếm máy bay mới để thay thế, có thể là Boeing 747-8, hoặc là Airbus A380. Ngày 7 tháng 1 năm 2009, Chỉ huy Lực lượng Không quân Hoa Kỳ, với nhiệm vụ tìm kiếm chuyên cơ thay thế mới đã phát hành thông báo tìm kiếm một nhà cung cấp cho đội bay thế hệ mới của tổng thống, dự kiến ra mắt vận hành vào năm 2017. Tới ngày 28 tháng 1 năm 2009, là ngày hết hạn cho thông báo, với việc Công ty Phòng thủ Hàng không và Vũ trụ châu Âu (Airbus) nói rằng sẽ không tham gia vào việc làm máy bay mới cho tổng thống, và để lại cho Boeing làm nhà cung cấp duy nhất với có thể là chiếc 747-8 hoặc Boeing 787. Ngày 28 tháng 1 năm 2015, Không quân Hoa Kỳ thông báo đã chọn mua 3 chiếc 747-8 làm chiếc máy bay tiếp theo cho tổng thống, và Boeing đã chính thức làm nhà thầu, bắt đầu làm chiếc máy bay mới vào ngày 29 tháng 1 năm 2016.

## Các loại máy bay khác của tổng thống

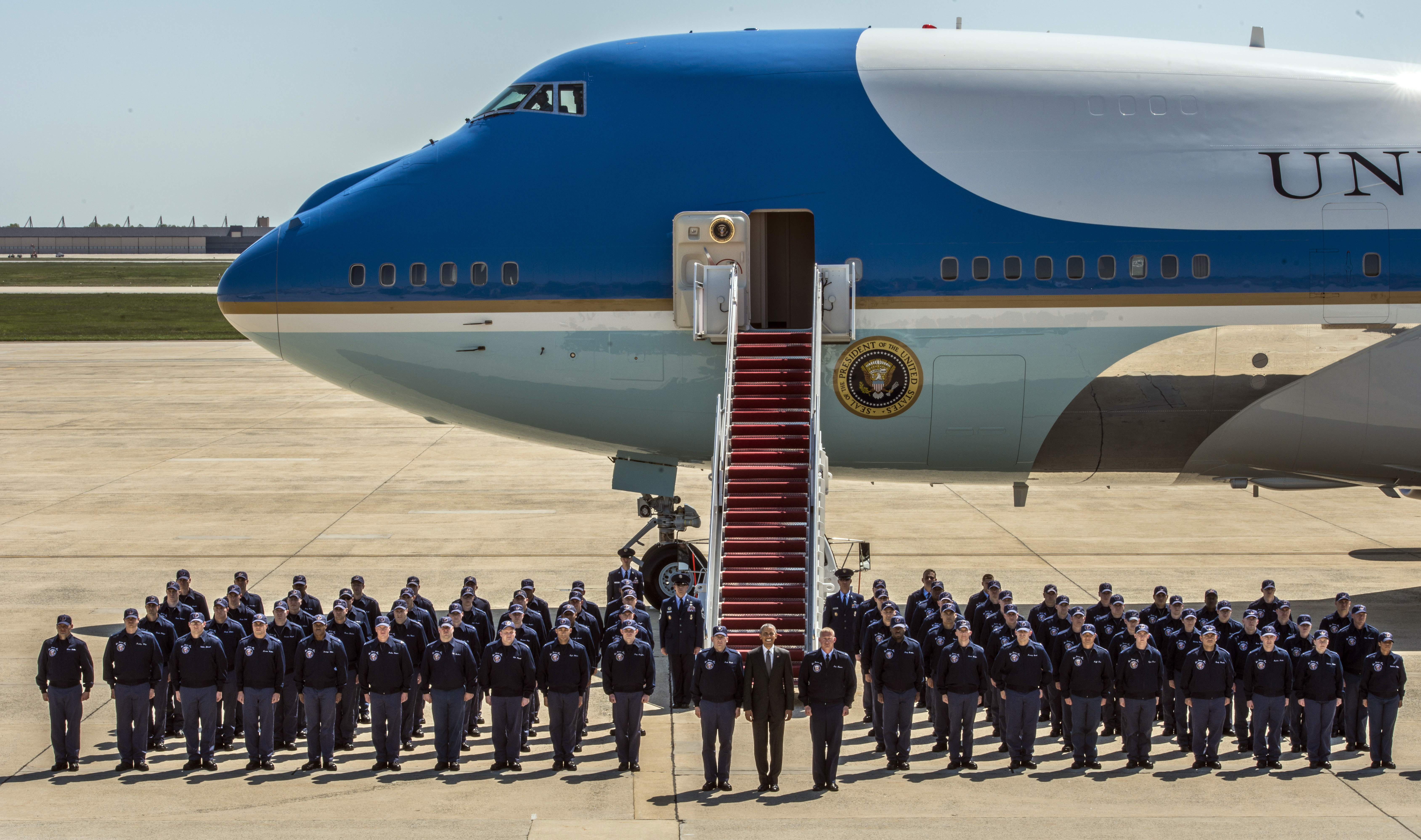
Tổng thống Barack Obama và phi hành đoàn của Đội bay vận chuyển tổng thống thuộc đoàn bay số 89

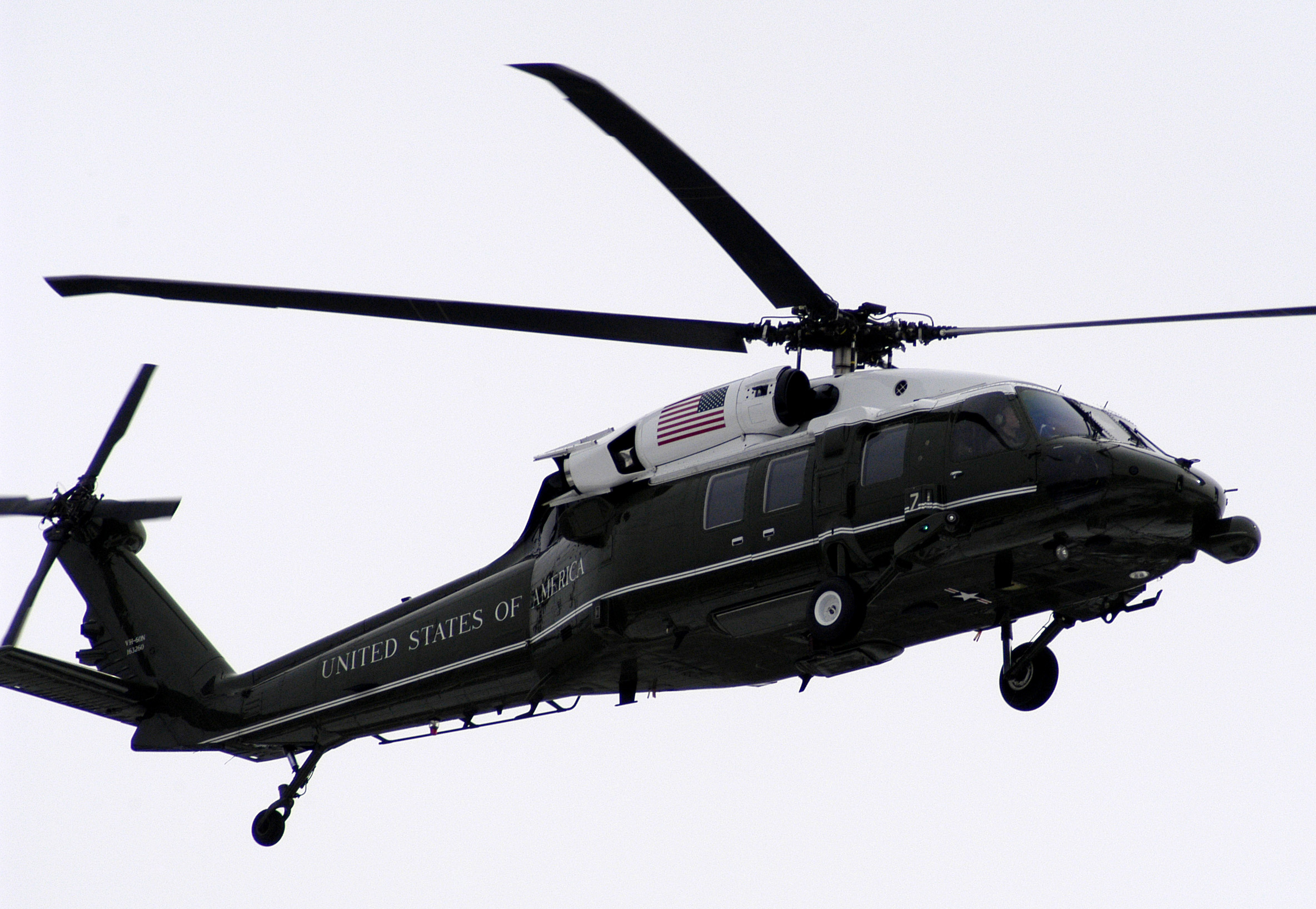
Một chiếc trực thăng của Thủy quân Lục chiến đang chở tổng thống với tên gọi Marine One

Dưới thời của tổng thống Johnson, Không quân Hoa Kỳ đã mua một chiếc Beechcraft King Air B90 và được gọi là VC-6A. Chiếc máy bay được dùng để chở tổng thống Johnson giữa Căn cứ không quân Bergstrom, gần Austin, Texas để bay tới trang trại của gia đình ở Johnson City, Texas, và cũng từng một lần đưa tổng thống đến Princeton, New Jersey.
Hãng hàng không United là hãng hàng không thương mại duy nhất, năm 1973, đã vận hành Executive One (tương tự như Air Force One, nhưng mà vận hành bởi một công ty chứ không phải bởi Không quân) để bay tổng thống Nixon như một hành khách từ Sân bay Washington Dulles để đến Sân bay quốc tế Los Angeles. Nhân viên của ông giải thích rằng làm như vậy nhằm tiết kiệm tiền nhiên liệu bằng cách không phải bay bằng chiếc 707 (VC-137) của Không quân.
Ngoài phi cơ, tổng thống cũng dùng cả trực thăng Marine One (Lục quân Một - tên gọi tương đương như Không lực Một) được vận hành bởi Thủy quân Lục chiến Hoa Kỳ thay vì Không quân (Air Force). Trực thăng thường được dùng để bay từ sân bay ra hoặc vào thành phố trường hợp sân bay cách qua xa điểm đến để có thể đi bằng xe, hoặc quá tốn kém để di chuyển bằng xe.

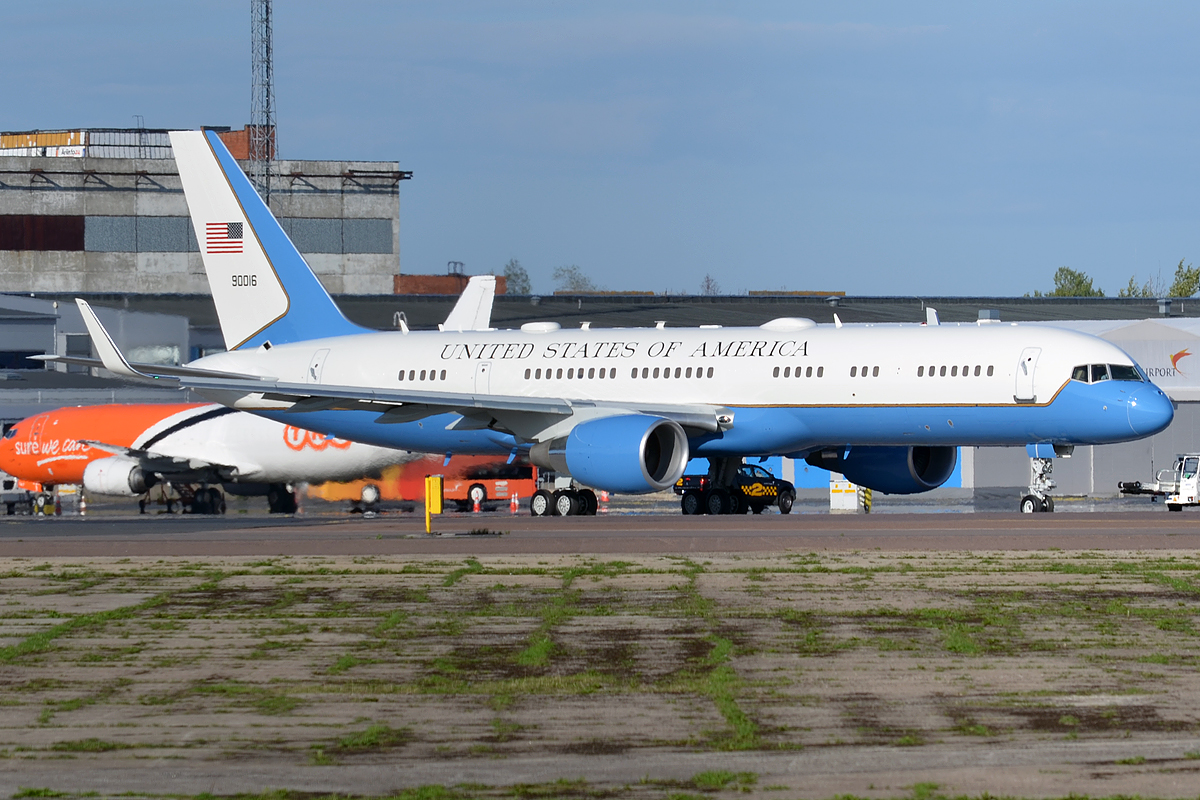
Một chiếc C-32 của Không lực Hoa Kỳ

Vào tháng 11 năm 1999, tổng thống Bill Clinton đã bay từ Ankara, Thổ Nhĩ Kỳ đến Trạm sân bay Hải quân Cengiz Topel ở ngoài Izmit, Thổ Nhĩ Kỳ trên một chiếc C-20C (Gulfstream III) của Không quân với tên gọi "Không lực Một", được hộ tống với 3 chiếc F-16.
Ngày 8 tháng 3, năm 2000, tổng thống Clinton đã bay tới Pakistan trên một chiếc Gulfstream III ngụy trang (không có màu sơn của Không quân), trong khi một chiếc khác, có tên gọi "Không lực Một" cũng bay theo cùng tuyến đường vài phút sau. Việc đánh lạc hướng này đã được nhiều hãng truyền thông Hoa Kỳ ghi nhận.
Ngày 1 tháng 5, năm 2003, tổng thống George W. Bush đã ngồi bay trên ghế phi công phụ trên một chiếc S-3B Viking từ Trạm sân bay Hải quân North Island, California bay đến Tàu sân bay USS Abraham Lincoln ngoài bờ biển California, nơi mà ông đã đưa ra bài phát biểu gây tranh cãi "Mission Accomplished", nói về việc sẽ ngừng Chiến tranh Iraq nhưng lại tăng cường hoạt động nhiều ngày sau. Cũng trong chuyến bay, chiếc máy bay lần đầu tiên sử dụng tên gọi "Navy One" (Hải quân Một). Hiện chiếc máy bay đang được trưng bày tại Viện bảo tàng Hàng không Hải quân Quốc gia ở Trạm sân bay Hải quân Pensacola, Florida.
Vào tháng 5 năm 2009, tổng thống Barack Obama đã đưa Đệ nhất Phu nhân đi hẹn hò ở thành phố New York trên một chiếc Gulfstream C-37B (Gulfstream G550).
Ngày 16 tháng 7, năm 2010, cả gia đình tổng thống Obama, đã bay tới Maine trong một chuyến nghỉ mát trên một chiếc Gulfstream III của Không quân Hoa Kỳ
Khi điều kiện bắt buộc, tổng thống thường bay nội địa bằng chiếc Boeing C-32, thường là để bay tới những sân bay nhỏ không đủ khả năng tiếp nhận chiếc VC-25. Ngoài ra cũng là dự phòng nếu cả hai chiếc VC-25 không thể chở tổng thống vì lý do an toàn, hoặc trục trặc kỹ thuật.